# ZyCoV-D
ZyCoV-D ist ein Plasmid-DNA-Impfstoff gegen das SARS-CoV-2-Virus. Der Impfstoff wurde von Zydus Cadila, einem Pharmaunternehmen mit Hauptsitz in Ahmedabad (Indien), unter Verwendung einer DNA-Impfstoffplattform mit einem nichtreplizierenden und nichtintegrierenden Plasmid entwickelt, welches das interessierende Gen trägt. ZyCoV-D war der weltweit erste für den Menschen zugelassene DNA-Impfstoff und der erste SARS-CoV-2-Impfstoff mit intrakutanem nadelfreien Injektionssystem. Für eine vollständige Impfung sind drei Impfdosen im Abstand von je vier Wochen nötig.

## Eigenschaften
ZyCoV-D ist ein Plasmid, das für das Gen des Spike-Glykoproteins codiert. Nach der nadelfreien Injektion des Plasmids erfolgt eine Transkription des Gens in eine mRNA, die für das Spike-Glykoproteins codiert. Die RNA wird nach der Synthese mit Cap-Struktur und Poly-A-Schwanz versehen und anschließend aus dem Zellkern ins Zytosol exportiert. Im Zytosol erfolgt eine Translation der mRNA in das Spike-Glykoprotein. Das Spike-Glykoprotein wird anschließend am Proteasom in kurze Peptide zerlegt. Die Peptide werden vom Antigenpeptid-Transporter ins Endoplasmatische Retikulum importiert, wo sie an MHC-I-Moleküle binden und an die Zelloberfläche sezerniert werden. Parallel dazu wird das Spike-Glykoprotein in voller Länge als Membranprotein an der Zelloberfläche gezeigt. Dadurch entsteht sowohl eine zelluläre als auch eine humorale Immunantwort. Die DNA-Impfstoffplattform bietet minimale Anforderungen an die biologische Sicherheit, eine verbesserte Impfstoffstabilität und geringere Anforderungen an die Kühlkette. Der Impfstoff enthält fünf Milligramm Plasmid-DNA. An das Gen für das Spike-Glykoprotein wurde eine Signalsequenz des IgE angehängt. Eine zweifache ZyCoV-D-Impfung mit je drei Milligramm DNA wird untersucht.

## Phase-2-Studie
Die Phase-II-Studie des Impfstoffs ZyCoV-D wurde an über 1000 gesunden erwachsenen Freiwilligen im Rahmen der adaptiven, multizentrischen, randomisierten, doppelblinden, placebokontrollierten Phase-I/II-Dosiseskalation durchgeführt. Der Impfstoff erwies sich als sicher und löste eine starke immunogene Reaktion aus. Die Studie wurde von einem unabhängigen Data Safety Monitoring Board (DSMB) in den USA überprüft und der indischen Central Drugs Standard Control Organization (CDSCO) regelmäßig Berichte zur Aktualisierung der Sicherheitsergebnisse vorgelegt.
Zydus Cadila plant, seinen Plasmid-DNA-Impfstoff für Kinder von 5 bis 12 Jahren zu testen. Das Unternehmen hat bereits über 800 Kinder von 12 bis 18 Jahren in klinischen Studien untersucht.

## Zulassung
Im August 2021 erhielt ZyCoV-D die Notfallzulassung durch Indiens Arzneimittelbehörde Drugs Controller General of India (DCGI) für Menschen ab zwölf Jahren. Die Wirksamkeit liegt bei 67 %. Die ersten Impfungen wurden im September 2021 in Indien verabreicht. Zunächst wurde der Impfstoff nur in Bihar, Jharkhand, Maharashtra, Punjab, Tamil Nadu, Uttar Pradesh und West Bengal eingesetzt.

## Produktion
Am 24. April 2021 hat das Unternehmen die Produktion des ZyCoV-D-Impfstoffkandidaten mit einer Jahreskapazität von 240 Millionen Dosen aufgenommen. Zydus Cadila verfügt über Produktionsstätten und Forschungseinrichtungen in den fünf Bundesstaaten Gujarat, Maharashtra, Goa, Himachal Pradesh und Sikkim in Indien sowie in den USA und Brasilien. Bis Anfang 2022 will der Hersteller bis zu 50 Millionen Impfdosen produziert haben.